# Emsisoft Anti-Malware
Emsisoft Anti-Malware — антивирус и антишпионская защита, разработанный в Новой Зеландии на основе программного обеспечения Emsi (Gesellschaft mit beschränkter Haftung GmbH).
Является проприетарным. Данный антивирус защищает от классических вирусов, троянов, ботов (включая рекламных), шпионского и рекламного ПО, а также кейлоггеров. Emsisoft Anti-Malware содержит ряд резидентных сторожей.
По утверждениям разработчиков их продукт не только не замедляет систему, а, наоборот, ускоряет её.

## Особенности
- Веб-защита: Emsisoft Anti-Malware блокирует доступ к опасным сайтам с вредоносным ПО. Встроенный список опасных сайтов автоматически обновляется каждый час.
- Файловая защита: этот важнейший компонент проверяет все загружаемые и запускаемые программы.
- Анализатор поведения: Emsisoft Anti-Malware следит за всеми программами и в случае опасных действий сообщает об этом в уведомлении. Работая вместе с облачной сетью сообщества Emsisoft Anti-Malware, продукт является мощной защитой против вирусных атак.